# Tiopronine
La tiopronine ou (RS)-N-(2-mercaptopropionyl)glycine est un médicament qui est un mucolytique et un dissolvant des calculs de cystine. Elle est apparentée à la D-pénicillamine et est utilisée dans la polyarthrite rhumatoïde.